# Menhir von Saubach
Der Menhir von Saubach (auch Der lange Stein, Hermenfriedstein, Irminfriedstein oder Hoher Stein genannt) ist ein Menhir bei Saubach, einem Ortsteil von Finneland im Burgenlandkreis in Sachsen-Anhalt.

## Lage und Beschreibung
Der Menhir befindet sich etwa 1,5 km nordöstlich von Saubach, direkt westlich eines Feldwegs an einem nach Südwesten flach abfallenden Hang. Er stand ursprünglich etwas weiter westlich und wurde während der Separation im 19. Jahrhundert an seinen heutigen Standort versetzt.
Er besteht aus grobkörnigem Braunkohlenquarzit und hat die Form einer flachen, annähernd rechteckigen Platte. Oben ist er etwas breiter als unten. Der Stein hat eine Höhe von 185 cm, eine Breite zwischen 45 und 57 cm und eine Tiefe zwischen 20 und 25 cm. Seine Oberfläche ist stark verwittert und auf der Rückseite weist er Bearbeitungsspuren auf.
Funde aus der Umgebung des Menhirs stammen von der Bandkeramik, der Schnurkeramischen Kultur, der Glockenbecherkultur und aus der Vollbronzezeit.

## Der Menhir in regionalen Sagen
Gemäß einer Sage soll an diesem Stein Irminfried, der letzte König des Thüringer Reichs ermordet worden sein. Andere Varianten dieser Sage berichten lediglich von einer namentlich nicht genannten bedeutenden Persönlichkeit oder einfach nur von einem Menschen.